# Philomène Cadoret
Philomène Cadoret (Bonen, prop deRostrenen, Bro Kernev, 24 de juliol de 1892 - Rostrenen, 4 de març de 1923) fou una escriptora bretona, més coneguda pel pseudònim Koulmig Arvor (Coloma d'Arvor).
La vida d'aquesta figura emblemàtica per a la Bretanya va ser breu i dramàtica. Filla de pagesos, treballà com a modista, i després de casar-se amb el seu promès, que havia tornat del front tuberculós i morí molt aviat; va tenir una filla, Tereza, que va morir poc després que ella.
Però aquesta curta vida servirà ricament per salvaguardar el patrimoni literari i musical bretó. L'any 1909, quan Filomena tenia setze anys, va guanyar el primer premi de poesia organitzat per la Union Régionaliste Bretonne (URB) del marquès de l'Estourbeillon. Un poema sense pretensions però amb molt d'encant, Kenteliou ar Grouadelez (Lliçons de creació), en què expressa tota la seva admiració, tot el seu agraïment per l'obra del Creador. Els seus pseudònims literaris també són molt explícits sobre la seva ànima religiosa: Bugel ar Werc'hez (Fil de la Mare de Déu) i Koulmig Arvor (Coloma d'Arvor).
El 1912 va publicar el seu primer recull de poesia, Mouez Meneou Kerne (La veu de la Muntanya de Cornualla, 1926), en què destaca el sentiment cristià i l'amor a la terra natal amb poemes que de vegades s'acompanyen de melodies per cantar. Al 1912 publicà un conte titulat Yann ar Burzudou (Joan de les meravelles) i una obra de teatre, An Heritourez (L'hereva); al 1913, una novel·la, Bleuniou a Garantez (Flors d'amor).
Molts dels poemes foren publicats a la revista Kroaz ar Vretoned ('La Creu dels Bretons'), anys després de la seva mort, comentats per Anatole Le Braz. Alguns dels seus poemes i cançons han estat reconeguts com a veritables himnes bretons i s'han popularitzat molt.
Philomène Cadoret morí de tuberculosi i està enterrada al cementiri de la Chapelle St-Jacques, à Rostrenen. Un carrer de Nantes porta el seu nom des de 2016. I també carrers de les poblacions bretones de Tinténiac, Theix, Kemper i Daoulas.